# Radio Slave
Radio Slave, eigentlich Matt Edwards, ist ein britischer DJ und Produzent im Bereich Techno und House. Er ist auch unter den Pseudonymen Matthew E, Rekid, Quiet Village und Sea Devils bekannt.

## Leben
Bekannt wurde Radio Slave vor allem durch seine Remixarbeiten. Sein Track Can’t Get Blue Monday out of My Head wurde bei den Brit Awards 2002 bei einem Auftritt von Kylie Minogue gespielt. Es handelt sich um eine Bastard-Pop-Version aus dem New-Order-Song Blue Monday und Can’t Get You out of My Head von Kylie Minogue.
Seine erste Residency trat er im Jahre 1992 in der Milk Bar an. Später wurde er DJ im neu eröffneten Ministry of Sound. Im Jahre 2006 gründete er sein Label Rekids. 2008 zog er nach Berlin und produziert und mixt dort unter anderem für das bekannte britische Houselabel Defected die Strictly-Rhythm-Serie.

## Diskografie (Auswahl)
Remixe
- White Stripes – Seven Nation Army
- Nancy Sinatra – Bang Bang
- Tiga – Hot in Herre
- Roman Flügel – Geht’s noch?

Mix-Kompilation
- Creature of the Night, 2006 (Eskimo Recordings)
- Misch Masch, 2007
- Fabric 48
- Radio Slave presents Strictly Rhythms Volume 5, 2010